# Soul History
A SOUL History Rota Francesco zenész, soulzene-történész, rádiós szerkesztő-műsorvezető zenés, zenetörténeti tematikus és portréműsora.

## A műsor leírása
Alapvetően a ’70-es és korai ’80-as évek soul zenéjének tengerentúli, szigetországi és európai történetét, kultúráját mutatja be heti 2 órában, 12-14 mérföldkő vagy ritkaság leforgatásával, de alstílusai – pl. funk, disco, hiphop mellett kiterjesztve a jazz és soft rock műfajokkal keveredésére, pl. West Coast, Blue Eyed Soul, jazz-funk – előadói, zenekarai, szerzői, zeneelméleti és hangszertörténeti ismeretein túl egyedülálló módon a ’70-es és ’80-as években Magyarországon fellelhető fekete zenei hangzásoknak is szentel egy-egy extra adást elismert művészek, szakemberek és műfaj-elkötelezett vendégek életútján át.
A műsor négy évig a szezonok startjára beköltözött a fővárosi Akvárium klubba, hogy SOUL History VOLT Lokál – zenés talk show különkiadás (SHVL) sorozat keretében, hogy közönség előtt rögzítse a mindig májusban induló új évadok nyitóepizódjait a bakelitlemezek, ritkaságfelvételek együtt hallgatásával, korabeli pillanatképek vetítésével, zenekari ereklyék társaságában, akusztikus minikoncertekkel – nevében utalva arra, hogy a különkiadások a SOUL History VOLT Fesztivál klubjaként kelnek életre.
A nyári időszakokban pedig Senso Magico – az élő SOUL History koncertek formájában is színpadra áll.
A SOUL History jelenleg[mikor?] a 7. évadát kezdte a budapesti Trend FM 94.2-es frekvenciáján, a gazdasági döntéshozók által preferált időben, a tőkepiac feszültségoldására, minden péntek délelőtt 11.00-től 13.00 óráig. Az évadok más, pár hónapos műsorokkal ellentétben itt valóban egy teljes évet ölelnek fel. A sajnálatos COVID-19 járványügyi helyzet következtében viszont az 5. szezon nyitóadásai az otthonmaradás küldetése mellé álltak, a hozzá jókedvet, értékes zenei, kulturális, gasztro- és sporttartalmakat kínáló Maradj Otthon Fesztivál keretében is forogtak, stílszerűen átkeresztelkedve mint #KaranténHistory. Ismétlés vasárnap reggel 08.00 órától.
A hódmezővásárhelyi Rádió 7-tel partnerségben Hódmezővásárhely FM 97.6, Kistelek 107.0, Makó 96.8 további három frekvenciáján Békéscsabától fel Kecskemétig, le pedig egészen Erdély déli kapujáig, Aradig csütörtök este 20.00-tól 22.00 óráig.
A SOUL History támogatója a kezdetektől a 30 esztendős Egrokorr Festékipari Zrt.

## Extra fejezetek
A SOUL History Extra adásai:
1. Pásztor László (20. adás) A frissített műsor felvétele. mixcloud.com (2021. április 22.)
2. Gőz László (23. adás) A frissített műsor felvétele. mixcloud.com (2021. május 20.)
3. Karácsony János – James (26. adás) A frissített műsor felvétele. mixcloud.com (2020. február 7.)
4. Lerch István (27. adás) A frissített műsor felvétele vizuállal. youtube.com (2021. március 10.)
5. Balázs Fecó (28. adás) A műsor felvétele. mixcloud.com (2016. február 19.)
6. Maloschik Róbert (29. adás) A műsor felvétele. mixcloud.com (2016. február 26.)
7. Bergendy István (34. adás) A frissített műsor felvétele vizuállal. youtube.com (2021. január 14.)
8. Várkonyi Mátyás (35. adás) A frissített műsor felvétele. mixcloud.com (2021. február 11.)
9. Dorozsmai Péter (37. adás) A frissített műsor felvétele. mixcloud.com (2020. március 20.)
10. Lattmann Béla (38. adás) A frissített műsor felvétele. mixcloud.com (2022. március 3.)
11. Szűcs Judith, benne R.I.P. Bokor Tibor (39. adás) A frissített műsor felvétele. mixcloud.com (2022. február 10.)
12. Katona Klári (40. adás) A műsor felvétele. mixcloud.com (2016. május 13.)
13. László Attila (46. adás) A frissített műsor felvétele. mixcloud.com (2021. március 11.)
14. Keres Tibor (48. adás) A frissített műsor felvétele. mixcloud.com (2020. január 23.)
15. Demjén Ferenc – Rózsi (50. adás) A frissített műsor felvétele. mixcloud.com (2021. május 6.)
16. Babos Gyula (51. adás) A műsor felvétele. mixcloud.com (2016. július 29.)
17. Friedrich Károly (52. adás) A frissített műsor felvétele. mixcloud.com (2021. június 3.)
18. Szikora Róbert (55. adás) A frissített műsor felvétele. mixcloud.com (2019. január 4.)
19. Fábián Éva (56. adás) A műsor felvétele. mixcloud.com (2016. szeptember 2.)
20. Charlie (57. adás) A frissített műsor felvétele. mixcloud.com (2022. április 21.)
21. Novai Gábor (58. adás) A frissített műsor felvétele. mixcloud.com (2021. március 25.)
22. Várkonyi Mátyás, Novai Gábor, Karácsony János, Charlie – Generál együttes (60. adás) A műsor felvétele. mixcloud.com (2016. szeptember 30.)
23. Presser Gábor (61. adás) A frissített műsor felvétele. mixcloud.com (2019. június 27.)
24. Horváth Attila (63. adás) A frissített műsor felvétele. mixcloud.com (2022. január 13.)
25. Karácsony János – James, Katona Klári – Locomotiv GT évek (65. adás) A műsor felvétele. mixcloud.com (2017. május 5.)
26. Majsai Gábor (80. adás) A frissített műsor felvétele. mixcloud.com (2022. február 17.)
27. Menyhárt János – Menyus (88. adás) A frissített műsor felvétele. mixcloud.com (2021. január 28.)
28. Sztevanovity Dusán (90. adás) A frissített műsor felvétele. mixcloud.com (2022. január 20.)
29. Bolba Lajos (93. adás) A műsor felvétele. mixcloud.com (2017. november 17.)
30. Gallai Péter (95. adás) A műsor felvétele. mixcloud.com (2017. december 1.)
31. Delhusa Gjon (96. adás) A frissített műsor felvétele. mixcloud.com (2022. január 27.)
32. Charlie, László Attila, Póta András – Charlie Band (99. adás) A műsor felvétele. mixcloud.com (2017. december 29.)
33. Balázs Fecó, Fischer László, Dorozsmai Péter, Fekete Tibor – Samu – Korál (100. adás) A műsor felvétele. mixcloud.com (2018. május 4.)
34. Bódy Magdi (110. adás) A frissített műsor felvétele Müpa-beszámolóval és az 50 esztendős Generállal. mixcloud.com (2022. február 24.)
35. R.I.P. Aretha Franklin Kegyeleti emlékműsor (117. adás) A műsor felvétele. mixcloud.com (2018. augusztus 31.)
36. Zsoldos Gábor – Dedy (118. adás) A műsor felvétele. mixcloud.com (2018. szeptember 7.)
37. Köves Miklós, Nyemcsók János – Csoki – Piramis (119. adás) A műsor felvétele. mixcloud.com (2018. szeptember 14.)
38. Dés László (120. adás) A frissített műsor felvétele. mixcloud.com (2022. május 5.)
39. R.I.P. Bolba Lajos Kegyeleti emlékműsor (126. adás) A frissített műsor felvétele. mixcloud.com (2018. február 9.)
40. Zsoldos Gábor – Dedy, Popper Péter – Step (128. adás) A frissített műsor felvétele. mixcloud.com (2019. január 25.)
41. Heilig Gábor (130. adás) A frissített műsor felvétele. mixcloud.com (2022. február 3.)
42. Holló József (152. adás) A műsor felvétele. mixcloud.com (2019. augusztus 30.)
43. R.I.P. Gallai Péter Kegyeleti emlékműsor (155. adás) A műsor felvétele. mixcloud.com (2019. szeptember 20.)
44. Geszti Péter (156. adás) A frissített műsor felvétele. mixcloud.com (2022. május 19.)
45. In memoriam Bolba Lajos (161. adás) A műsor felvétele. mixcloud.com (2019. november 1.)
46. Papp Gyula (166. adás) A műsor felvétele. mixcloud.com (2019. december 6.)
47. B. Tóth László (180. adás) A frissített műsor felvétele. mixcloud.com (2022. február 24.)
48. Keresztes Tibor – Dj Cintula (186. adás) A frissített műsor felvétele. mixcloud.com (2022. március 31.)
49. Kőszegi Imre (192. adás) A műsor felvétele. mixcloud.com (2020. október 8.)
50. Bornai Tibor (196. adás) A műsor felvétele. mixcloud.com (2020. november 5.)
51. R.I.P. Balázs Fecó Kegyeleti emlékműsor (201. adás) A műsor felvétele vizuállal. youtube.com (2020. december 10.)
52. Bela Svärdmark, Papp Gyula, Varga Miklós – P.S. Band, alias Safari (223. adás) A műsor felvétele. mixcloud.com (2021. október 28.)
53. Pálvölgyi Géza (226. adás) A műsor felvétele. mixcloud.com (2021. november 18.)

## Linda-főcímzene-fordulat
- A Linda Linda Theme Főcímzene plágium ügyének „krimibe illő” csavarja az Index szemüvegén keresztül (160. adás). index.hu (2019. november 13.)
- A teljes történeti és összhangzattani elemzés a Soul History 160. adásában. mixcloud.com (2019. október 25.)
- A Linda Theme főcímzenét kiadó Budabeats Records alapítója, Pentelényi Pál – Dj Gandharva véleménye a fordulatról a Soul History 168. adásában. mixcloud.com (2019. december 20.)
- A Portugáliából érkezett ’82-es torontòi Glamour & Romance LP, a Linda-főcímzene eredetije melletti gyöngyszemei a Soul History 162. adásában. mixcloud.com (2019. november 8.)

## Kiemelt fejezetek
- Kiss Attila, a SOUL History támogatója, a Robotguru Kereskedőház ügyvezetője, Soul szívű hàztartàstechnikai személyiség (42. adás). mixcloud.com (2016. május 27.)
- Dienes Zoltán, a SOUL History támogatója, a Buda Gourmet és Max Csoport ügyvezetője, Soul szívű gasztro személyiség (49. adás). mixcloud.com (2016. július 15.)
- Kele András, a SOUL History támogatója, a Wallis Motor kereskedelmi és marketing igazgatója, Soul szívű autóipari személyiség (67. adás). mixcloud.com (2017. május 19.)
- Pál Krisztián, a Bazaar Eclectica üzletembere, Soul szívű gasztro személyiség (69. adás). mixcloud.com (2017. június 2.)
- Egry Csaba, a kezdetektől a SOUL History támogatója, a 32 esztendős Egrokorr Festékipari Zrt. vezérigazgatója, Soul szívű festékipari személyiség (82. adás). mixcloud.com (2017. szeptember 1.)
- Nagy Tamás, a SOUL History támogatója, az NHB Bank Befektetési Szolgáltatások Igazgatója, Soul szívű tőkepiaci személyiség (85. adás). mixcloud.com (2017. szeptember 22.)
- Rohánszky János, Senso Magico 10 – az élő SOUL History Várkert Bazár beszámoló (SH Plus 17. adás). mixcloud.com (2018. január 26.)
- Fülöp Zoltán, a VOLT produkciò ès a legnagyobb hazai fesztiválok társalapítója, a SOUL History VOLT Lokál – zenés talk show különkiadás megszületése (SH Plus 22. adás). mixcloud.com (2018. március 2.)
- Zsótér Zoltán, a TG Piccolino üzletvezetője, Soul szívű gasztro személyiség (107. adás). mixcloud.com (2018. június 22.)
- Senso Magico – az élő SOUL History, vendég: Karácsony János – James, Agárdi Popstrand (121. adás). mixcloud.com (2018. szeptember 28.)
- Laczkó Tímea, a SOUL History támogatója, a Monszun Caffe & More üzletasszonya, Soul szívű gasztro személyiség, az egykori tehetséges Énekesnő, Juhász Marika leánya emlékével (SH Plus 37. adás). mixcloud.com (2019. február 15.)
- STRAND Fesztivál élő SOUL History beszámoló és a Metronóm ’77 Fesztivál (153. adás). mixcloud.com (2019. szeptember 6.)
- Kertészeti Egyetem Klubja, azaz a legendás KEK emléktábla-avató ünnepség beszámolója (157. adás). mixcloud.com (2019. október 4.)
- Turbók János, az egyetlen 44 esztendeje működő szabadtéri Színpad, az Agárdi Popstrand megálmodója, KEK zenei főrendező (SH Plus 55. adás). mixcloud.com (2020. február 21.)
- Rota Francesco portré, mint akasztott hóhér a Soul Session szerkesztő-műsorvezetője, Fekete Tamás által (SH Plus 56. adás). mixcloud.com (2020. február 28.)
- Bogyó Tamás gyűjtő, a hazai SOUL zenei rádiózás úttörője, aki 14 éve Fekete Tamással keltette életre az első igazi Soul műsor, a SOUL Session-t a 90.9 Jazzy rádióban (SH Plus 61. adás). mixcloud.com (2020. április 9.)
- Karkus Györgyné Varagya Mária, Francesco elvesztett édesanyjának emlékműsora, aki minden adás lelkes hallgatója, stílustanácsadója volt (178. adás). mixcloud.com (2020. július 2.)
- Rabóczky Janka, a SOUL History támogatója, az UP Rendezvénytér arculatfelelőse, Soul szívű marketing személyiség (181. adás). mixcloud.com (2020. július 23.)
- Bokros László, rádiós személyiség, Jazz Hungarikum kutató (183. adás). mixcloud.com (2020. augusztus 6.)
- Dudás Róbert Rádió 7 produkciós vezető és Fazekas Gábor műszaki igazgató, CsaKK Stég élő SOUL History beszámoló (189. adás). mixcloud.com (2020. szeptember 17.)
- Horváth Charlie „Mindenen túl” új albumának éter-lemezbemutatója (190. adás). mixcloud.com (2020. szeptember 24.)
- A Soul zenében használt elektromos zongorák, különösen a hón alá kapható polysynth-ik fejlődéstörténete 1978-tól 1987-ig (194. adás). mixcloud.com (2020. október 22.)
- Bolba Éva szerző-előadó, jazzénekesnő, Bolba Lajos lánya, aki a SOUL History tiszteletbeli tagja, és akitől az archív MTV- és MR-ritkaságfelvételeket kapta a műsor (198. adás). mixcloud.com (2020. november 19.)
- Kaczander Nóra szerző-előadó, flamenco-jellegű gitáros, olyan felejthetetlen költők, mint Radnóti Miklós, József Attila, Juhász Gyula vagy Szabó Lőrinc verseinek megzenésítője (199. adás). mixcloud.com (2020. november 26.)
- R.I.P. Bergendy István Kegyeleti emlékműsor vizuállal (SH Plus 65. adás). youtube.com (2021. január 14.)
- Zeffer András életműportré, MOBILMÁNIA Aréna, Bajnok & Zefi 40 CD-premier (SH Plus 66. adás). mixcloud.com (2021. január 21.)
- Füzesy Zoltán, Soul szívű VB bronz, EB ezüst, Olympia 5. ès 6-szoros magyar bajnok ökölvívó, mesteredző és basszusgitáros (SH Plus 68. adás). mixcloud.com (2021. február 4.)
- Bydeskuthy András – Banderas, egykori Hully Gully ès Citadella lemezlovas, gyűjtő (SH Plus 70. adás). mixcloud.com (2021. február 18.)
- Fekete Tamás szakértő, a hazai SOUL zenei rádiózás úttörője, aki 14 éve Bogyó Tamással keltette életre az első igazi Soul műsor, a SOUL Session-t a 90.9 Jazzy rádióban (SH Plus 72. adás). mixcloud.com (2021. március 4.)
- Romhányi Áron portré és a 2010-es évek, tehát a 2010 ès ‘20 közötti esztendők Nu01. koncertje, ami nem más, mint az United 15 Müpa live (SH Plus 74. adás). mixcloud.com (2021. március 18.)
- Garami Gábor, rádiós, zenész, Soul szívű médiaszemélyiség (SH Plus 76. adás). mixcloud.com (2021. április 1.)
- Rókusfalvy Pál rádiós, televíziós médiaszemélyiség, etyeki gasztroborász, dixieland harsonás (SH Plus 77. adás). mixcloud.com (2021. április 15.)
- Várkonyi Attila – Dj Dominique televíziós, rádiós, szociális ès jótékonysági személyiség, lemezlovas (SH Plus 79. adás). mixcloud.com (2021. április 29.)
- Takács László, a SOUL History hallgatottsági TOP lista éllovasa, a Riso Ristorante & Terrace üzletembere, Soul szívű gasztro személyiség (SH Plus 81. adás). mixcloud.com (2021. május 13.)
- Németh Frikk Ferenc, a ’60-as évektől a Liversing, Loidl, Sankó, Haas, Syrius, Szinkron, Rex, Sygma, Ferenczi, Calipso és a Sirocco dobosa (SH Plus 83. adás). mixcloud.com (2021. május 27.)
- Francesco TOP15 válogatás, rovatok szerint a SOUL History szerkesztő-műsorvezetőjének 10 feketezenei ès 5 hazai mérföldköve egy csokorban (220. adás). mixcloud.com (2021. október 7.)
- Erkel László – Kentaur mágikus-realista festő/zenész/szerző/előadó, jelmez/díszlet/látványtervező érdemes művész portréja dupla Prince rovattal (222. adás). mixcloud.com (2021. október 21.)
- Horváth Charlie Aréna előest riport és a Magna Cum Laude Vidéki sanzonjának eredetije (224. adás). mixcloud.com (2021. november 4.)
- Pulzus, a Rockönnyű Jazzenei Popanoráma (225. adás). mixcloud.com (2021. november 11.)
- Egry Csaba, a kezdetektől a SOUL History támogatója, a 32 esztendős Egrokorr Festékipari Zrt. vezérigazgatójával értékelő adás és a meglepetés vendég Papp Gyula (227. adás). mixcloud.com (2021. november 25.)
- Az SMSZ, a Sioktatók Magyarországi Szövetsége, a SOUL History támogatója. Téma: 10.000 gyermek számára ingyenesen Hejhó, síelni jó! (230. adás). mixcloud.com (2021. december 16.)
- Fekete Tomi TOP15 vàlogatàs, rovatok szerint a Soul Session társalapító-műsorvezetőjének 11 feketezenei ès 4 hazai mérföldköve egy csokorban (231. adás). mixcloud.com (2021. december 23.)
- Tiborcz Zsófia énekesnő, nagyszínpadi vokálvilág és a Tátrai Band – Aréna beszámoló (232. adás). mixcloud.com (2021. december 30.)
- Csík Tibor, a Group'n'Swing zenekarvezető trombitása portré és a 100 év Szerelem koncert-színház felújított változatának MomKult-os részletei (SH Plus 93. adás). mixcloud.com (2022. március 10.)
- D. Molnár György lemezlovas-úttörő, az első magyar működési engedélyek és ikonikus klubtörténetek. KEK, E (SH Plus 94. adás). mixcloud.com (2022. március 17.)
- Németh Zsolt – Dän Von Schulz, DMC bajnok Dj, a House úttörő, klubtulajdonos, a Juventus, Lounge és Bridge rádiók alapító/műsorvezetője és a „Fortuna Classic” adás az SHHB2-re hangolva (SH Plus 97. adás). mixcloud.com (2022. április 7.)
- R.I.P. Pém László Kegyeleti emlékműsor a törzshallgató, a KSI és Vasas EB bronzérmes ökölvívójának (SH 236. adás). mixcloud.com (2022. május 26.)

## SOUL History VOLT Lokál – zenés talk show különkiadás (SHVL)
2018
- SHVL1. Delhusa Gjon, Turbók János – Turbina – Táncdalfesztiválok, Klubok, Szabadtéri színpadok | A műsor felvétele. mixcloud.com (2018. május 11.)
- SHVL2. Clavier Charlotte, Szikora Róbert, Környei Attila – R-GO | A műsor felvétele. mixcloud.com (2018. május 18.)
- SHVL3. Pásztor László, Fábián Éva – Neoton & Kócbabák amerikai hangzású korszak (#KaranténHistory 01.) | A frissített műsor felvétele vizuállal. youtube.com (2020. április 10.)
- SHVL4. Katona Klári – Bergendy együttes, V’Moto-Rock időszak, életút azóta (#KaranténHistory 02.) | A frissített műsor felvétele. mixcloud.com (2020. április 17.)
- SHVL5. Horváth Charlie, Majsai Gábor – Fekete hangok, Fekete zene (#KaranténHistory 03.) | A frissített műsor felvétele vizuállal. youtube.com (2020. április 24.)

2019
- SHVL6. Fábián Éva, Bódy Magdi – Kócbabák, Mikrolied vokál évek, életutak azóta | A műsor felvétele. mixcloud.com (2019. május 3.)
- SHVL7. Zsoldos Gábor – Dedy, Popper Péter, Fehér Attila – Step | A műsor felvétele. mixcloud.com (2019. május 10.)
- SHVL8. Dés László, Gőz László, Friedrich Károly – Legendás Fúvós Szekció | A műsor felvétele. mixcloud.com (2019. május 17.)
- SHVL9. Balázs Fecó, Fischer László, Dorozsmai Péter, Fekete Tibor – Samu, Horváth Attila – Korál | A műsor felvétele. mixcloud.com (2019. május 24.)
- SHVL10. Horváth Charlie, Heilig Gábor, Horváth Attila – Generál együttes, Gemini együttes évek, közös életutak azóta | A műsor felvétele. mixcloud.com (2019. május 31.)
- Bankett: Senso Magico Akusztik bankett, az élőkoncert vendége: Karácsony János – James és Garami Gábor

2020
- Nyitány: Senso Magico Akusztik nyitány, az élőkoncert Vendége: Popper Péter és Zsoldos Gábor – Dedy
- SHVL11. Fülöp Zoltán, Lobenwein Norbert – A Liszt Művházbòl 1000 VOLT fesztivál a Balaton Sound és Strand Szigetén (#KaranténHistory 04.) | A műsor felvétele vizuállal. youtube.com (2020. május 7.)
- SHVL12. Debreczeni Csaba, Bergendy István (videotelefon) – Bergendy-együttes (#KaranténHistory 05.) | A műsor felvétele vizuállal. youtube.com (2020. május 14.)
- SHVL13. Dés László, Geszti Péter – a Locomotiv GTből az Első Emeleten átRapülők Jazz+Azzal a Pál utcáig (#KaranténHistory 06.) | A műsor felvétele vizuállal. youtube.com (2020. május 21.)
- SHVL14. Szikora Róbert – Fermből a Hungárián át Robi GO mint égből szökött Angyal (#KaranténHistory 07.) | A műsor felvétele vizuállal. youtube.com (2020. május 21.)
- SHVL15. Dr. Palkovics László Amand rektor, Turbók János – Turbina, Papp Gyula, DJ D. Molnár György – a KEK, azaz a Kertészeti Egyetem Klubja (#KaranténHistory 08.) | A műsor felvétele vizuállal. youtube.com (2020. május 21.)

2021
- Nyitány: Senso Magico Akusztik nyitány, az élőkoncert Házigazdája: Németh Zsolt alias Dän Von Schulz
- SHVL16. Németh Zsolt alias Dän Von Schulz – Fortuna Classic élettörténet és életérzés | A műsor felvétele. mixcloud.com (2021. június 10.)
- SHVL17. Dorozsmai Péter, Fekete Tibor – Samu, Horváth Attila, Márkus József – Korál együttes klub Balázs Fecó emlékére ès a „Legszebb dalaink” című új album bemutatója | A műsor felvétele. mixcloud.com (2021. június 24.)
- SHVL18. Geszti Péter – MC Gesztenye, Berkes Gábor – T-Boy, Szentmihályi Gábor – Rapülők klub | A műsor felvétele. mixcloud.com (2021. július 8.)
- SHVL19. Várkonyi Mátyás, Novai Gábor, Révész Sándor, Karácsony János, Ákos István – Generál együttes 50 klub | A műsor felvétele. mixcloud.com (2021. július 22.)
- SHVL20. Takács László – Riso Ristorante & Terrace, Albrecht Zoltán – Superfly Dream Team és további 4 Meglepetésvendég – Gasztronómia, Flyboard, Funkamania – Törzshallgatóból lett Főhősök klub | A műsor felvétele. mixcloud.com (2021. augusztus 12.)
- Bankett: Ujvári Péter „Neo” Trans – Avantgarde 3D festménykiállítás – Senso Magico Akusztik bankett, az élőkoncert Vendége: Karácsony János – James és Garami Gábor

## SOUL History live a HELLO BUDA-ban – zenetörténeti különkiadás (SHHB)
2022
- SHHB1. B. Tóth László, Dévényi Tibor, D. Molnár György, Keresztes Tibor – Cintula – lemezlovas-legendák | A műsor felvétele. mixcloud.com (2022. április 14.)
- SHHB2. Dj Cserhalmi György, Ötvös László, Németh Zsolt – Dän Von Schulz, Jutasi Tamás – lemezlovas Legendák II. | A műsor felvétele. mixcloud.com (2022. április 28.)
- SHHB3. Horváth Charlie, Horváth Attila, Pálvölgyi Géza, Dorozsmai Péter – west coast Legendák | A műsor felvétele. mixcloud.com (2022. május 12.)

## Események
- SENSO MAGICO 10 – Az élő SOUL History – 10. évi jubileumi koncert, Fábián Éva, Dorozsmai Péter, Karácsony János – James, Novai Gábor, Várkonyi Mátyás és a Generál legendái – valamint a Komlós SOUL Horns fúvóskar közreműködésével a Várkert Bazár – Öntőház udvarának szabadtéri színpadán. varkertbazar.hu (2017. szeptember 22.)
- SOUL History VOLT Lokál – zenés talk show különkiadás-sorozat (SHVL2018) a budapesti Akvárium klubban. facebook.com (2018. március 8.)
- SENSO MAGICO – Az élő SOUL History, Vendég: Karácsony János – James, közreműködik a Metronome SOUL Horns az Agárdi Popstrand szabadtéri színpadán. agardipopstrand.hu (2018. augusztus 11.)  (Hozzáférés: 2020. január 11.) arch
- SOUL History VOLT Lokál – zenés talk show különkiadás-sorozat (SHVL2019) a budapesti Akvárium klubban. facebook.com (2019. január 24.)
- SENSO MAGICO – Az élő SOUL History, vendég: Popper Péter, közreműködik a Metronome SOUL Horns az Agárdi Popstrand szabadtéri színpadán. agardipopstrand.hu (2019. július 27.)  (Hozzáférés: 2020. január 11.) arch
- SENSO MAGICO – Az élő SOUL History, Vendég: Karácsony János – James és Popper Péter, közreműködik a Metronome SOUL Horns a Zamárdi STRAND Fesztivál színpadán. infoneked.hu (2019. augusztus 23.)
- SENSO MAGICO – az élő SOUL History nyárzáró koncert, Vendég: Popper Pèter, közreműködik a Metronome SOUL Horns a békéscsabai Csabagyöngye Kulturális Központ CsaKK Stég vízi színpadán. csabagyongye.com (2019. augusztus 30.)
- SOUL History VOLT Lokál – zenés talk show különkiadás-sorozat (SHVL2020) a budapesti Akvárium klubban. akvariumklub.hu (2020. január 9.)
- SENSO MAGICO – Az élő SOUL History, Vendég: Karácsony János – James, közreműködik a Metronome SOUL Horns az UPrendezvénytér UP Terasz LIVE! színpadán. facebook.com (2020. augusztus 1.)
- SENSO MAGICO – Az élő SOUL History, R.I.P. Anyu, közreműködik a Metronome SOUL Horns a békéscsabai Csabagyöngye Kulturális Központ CsaKK Stég vízi színpadán. csabagyongye.com (2020. augusztus 28.)
- SOUL History VOLT Lokál – zenés talk show különkiadás-sorozat (SHVL2021) a budapesti Akvárium klubban. akvariumklub.hu (2021. május 27.)
- SOUL History live a HELLO BUDA-ban zenetörténeti különkiadás-sorozat (SHHB2022) a rózsadombi Gasztro Placc exlkuzív klubjában. facebook.com (2022. március 30.)